# Fanfilm
Es defineix com fanfilm la producció audiovisual creada per afeccionats d'un determinat personatge o història. La disponibilitat de càmeres econòmiques i eines d'edició de vídeo en ordinadors domèstics permet la realització de pel·lícules a qualsevol persona que disposi de temps suficient i pugui organitzar un grup de persones afins.
A la pràctica, un fanfilm es distingeix d'un curtmetratge d'afeccionats per l'argument, normalment basat en pel·lícules, sèries o llibres, els drets dels quals són propietat de tercers. Un fanfilm pertany a l'àmbit de la fanficció, és a dir, línies argumentals realitzades per tercers sense el consentiment del propietari dels drets. Però els fanfilms poden estar tolerats pel propietari dels drets, promoguts per aquest d'alguna manera, o ser vistos amb recel.
Un fanfilm no és part del cànon d'una sèrie, és a dir, allò que succeeixi a la pel·lícula d'afeccionats no es considera oficial ni té repercussió a l'univers fictici de la sèrie, així com no s'ajusta als principis determinats pels autors originals o creadors de la línia argumental.
Mentre que alguns fanfilms són petites paròdies i escenes realitzades de forma casolana sense pretendre major transcendència, altres produccions assoleixen el rang de miniproduccions professionals, en involucrar-se professionals del medi que dediquen part del seu temps lliure a participar en un fanfilm.

## Alguns fanfilms
- Star Trek: Phase II Arxivat 2007-02-05 a Wayback Machine. (+ info)
- World's Finest: Superman-Batman
- Batman Dead End
- La llamada de Cthulhu Arxivat 2006-05-08 a Wayback Machine.
- Fanfilms de Star Wars